# ألفة النضج
ألفة النضج أو تقارب النضج (بالإنجليزية: Affinity Maturation)‏ في علم المناعة هي العملية التي من خلالها تنتج الخلايا البائية الأضداد مع زيادة في التقارب للمستضد أثناء الاستجابة المناعية. مع التعرض المتكرر لنفس المستضد سيقوم الثوي بإنتاج أضداد أكثر إلفةً أو أكثر تقارباً. الاستجابة الثانوية يمكن أن تثير أجسام مضادة مع تقارب أكبر بعدة مرات منه خلال الاستجابة الأولية. المبادئ الرئيسية لألفة النضج في الجسم الحي, وهي التطفر والاصطفاء، تستخدم في التكنولوجيا الحيوية خلال إجراء ألفة النضج في المختبر.